# GET ALONG WITH YOU
「GET ALONG WITH YOU」（ゲット アロング ウィズ ユー）は、中澤裕子の8枚目のシングル。2003年5月21日発売。

## 収録曲
全作詞・作曲：つんく
1. GET ALONG WITH YOU
編曲：渡部チェル
2. 東京発 最終
編曲：小西貴雄
3. GET ALONG WITH YOU (Instrumental)

## 参加ミュージシャン
GET ALONG WITH YOU
- プログラミング：渡部チェル
- ドラム：そうる透
- ギター：川瀬智
- コーラス：中澤裕子

東京発 最終
- プログラミング&キーボード：小西貴雄
- ギター：朝井泰生
- マニピュレータ：勝浦剛
- コーラス：稲葉貴子